# Aderus javanus
Aderus javanus é uma espécie de inseto besouro da família Aderidae. Foi descrita cientificamente por Maurice Pic em 1894.

## Distribuição geográfica
Habita na ilha de Java.